# ISO 3166-2:MZ
ISO 3166-2:ZM – kody ISO 3166-2 dla podjednostek administracyjnych Mozambiku.
Kody ISO 3166-2 to część standardu ISO 3166 publikowanego przez Międzynarodową Organizację Normalizacyjną. Kody te są przypisywane głównym jednostkom podziału administracyjnego, takim jak np. województwa czy stany, każdego kraju posiadającego kod w standardzie ISO 3166-1.
Aktualnie (2019) dla Mozambiku zdefiniowano kody dla 10 prowincji i 1 miasta.
Pierwsza część oznaczenia to kod Mozambiku zgodnie z ISO 3166-1, natomiast druga część oznaczenia znajdująca się po myślniku to kod jednostki administracyjnej.

## Kody ISO
| Kod ISO | Nazwa jednostki administracyjnej | Nazwa jednostki administracyjnej w języku portugalskim | Rodzaj jednostki administracyjnej |
| ------- | -------------------------------- | ------------------------------------------------------ | --------------------------------- |
| MZ-A    | Niasa                            | Niassa                                                 | prowincja                         |
| MZ-B    | Manica                           | Manica                                                 | prowincja                         |
| MZ-G    | Gaza                             | Gaza                                                   | prowincja                         |
| MZ-I    | Inhambane                        | Inhambane                                              | prowincja                         |
| MZ-L    | Maputo                           | Maputo                                                 | prowincja                         |
| MZ-MPM  | Maputo                           | Maputo                                                 | miasto                            |
| MZ-N    | Nampula                          | Nampula                                                | prowincja                         |
| MZ-P    | Cabo Delgado                     | Cabo Delgado                                           | prowincja                         |
| MZ-Q    | Zambézia                         | Zambézia                                               | prowincja                         |
| MZ-S    | Sofala                           | Sofala                                                 | prowincja                         |
| MZ-T    | Tete                             | Tete                                                   | prowincja                         |